# Panama-Zwergbeutelratte
Die Panama-Zwergbeutelratte (Marmosa isthmica) ist eine Beuteltierart, die in Panama, in Kolumbien westlich des Río Cauca und im westlichen Ecuador vorkommt.

## Beschreibung
Die Tiere erreichen eine Kopfrumpflänge von 11,5 bis 20 (Männchen) bzw. 10,5 bis 18,2 cm (Weibchen), haben einen 16 bis 25,3 (Männchen) bzw. 15 bis 22,9 cm (Weibchen) langen Schwanz und erreichen ein Gewicht von 52 bis 143 (Männchen) bzw. 40 bis 93 g (Weibchen). Der Schwanz ist damit im Schnitt etwa 30 % länger als Kopf und Rumpf zusammen. Das Rückenfell und die Kopfoberseite sind hell oder dunkel orangefarben, die Körperseiten sind etwas heller als der Rücken. Die Schnauzenmitte ist heller als die Kopfoberseite. Rund um die schwarzen Augen finden sich schwärzlich-braune bis schwärzliche Augenringe die nicht bis zu den Basen der Ohren reichen. Das Fell der Unterseite vom Kinn bis zum Anus ist gelblich oder orange. Die Seiten des Bauchfells sind grau. Die Vorder- und Hinterfüße sind gelblich oder orangebraun. Die körpernahen 10 % des Schwanzes sind behaart, der Rest ist unbehaart. Der nackte Schwanzabschnitt ist auf der Oberseite bräunlich und auf der Unterseite heller. Weibchen haben keinen Beutel. Die Anzahl der Zitzen liegt bei 13, je sechs an den Seiten und eine mittige. Der Karyotyp der Tiere ist bisher unbekannt.

## Lebensraum und Lebensweise
Die Panama-Zwergbeutelratte lebt in Tieflandregenwäldern, feuchten Bergwäldern, Trockenwäldern und Mangrovenwäldern von Meeresspiegelniveau bis in Höhen von 1700 Metern. Sie ist nacht- und dämmerungsaktiv und ernährt sich vor allem von Insekten, daneben auch von Früchten. Bei Magenuntersuchungen fand man Überreste von Ameisen und anderen Insekten, Feigensamen und nicht identifizierbare Bestandteile von Früchten. Weibchen gebären ein- bis zweimal im Jahr Jungtiere. Ein Wurf besteht aus 6 bis maximal 13 Jungtieren. In Panama leben 31 bis 220 Individuen auf einer Fläche von einem km².

## Status
Die Panama-Zwergbeutelratte ist von der IUCN noch nicht gesondert erfasst worden, da sie lange Zeit als Unterart von Robinsons Zwergbeutelratte (Marmosa robinsoni) galt und erst im Jahr 2010 im Zuge einer Revision der Gattung Marmosa wieder zu einer eigenständigen Art wurde.

## Belege
1. 1 2 3 4  Diego Astúa: Family Didelphidae (Opossums). in Don E. Wilson, Russell A. Mittermeier: Handbook of the Mammals of the World – Volume 5. Monotremes and Marsupials. Lynx Editions, 2015, ISBN 978-84-96553-99-6. Seite 137.
2. ↑  Rogério V. Rossi, Robert S. Voss, Darrin P. Lunde: A Revision of the Didelphid Marsupial Genus Marmosa Part 1. The Species in Tate's ‘Mexicana’ and ‘Mitis’ Sections and Other Closely Related Forms. Bulletin of the American Museum of Natural History, 82(11):1-83 (2010). doi: 10.1206/334.1